# Il chirurgo dentista
Il chirurgo dentista (Le Chirurgien dentiste ou Traité des dents) è un'opera scritta dall'odontoiatra francese Pierre Fauchard e pubblicata nel 1728.

## Struttura e temi dell'opera
L'opera si sviluppa in due volumi, costituiti rispettivamente da 38 e 26 capitoli. Gli argomenti annoverano l'educazione dentale, l'anatomia dentale, carie, patologia, materia medica e terapeutica, ortodonzia, chirurgia, reimpianto e trapianto, malattie nervose riflesse legate alla bocca, malattie, piorrea, emorragie, odontoiatria operativa e protesica. Inoltre, entrambi i volumi contengono 42 tavole raffiguranti strumenti e apparecchi chirurgici. 
Molte delle idee introdotte nel libro erano totalmente nuove per l'odontoiatria. Fauchard incise nei suoi libri molte delle sue invenzioni di strumenti realizzati per la chirurgia orale, come l'otturatore e l'ormai famoso trapano del dentista. Il trapano sviluppato da Fauchard era manuale e alimentato da un budello attorcigliato attorno a un cilindro. Inoltre suggerì anche di usare olio di chiodi di garofano e cannella per la pulpite.
La prefazione del libro fu utilizzata per richiamare l'attenzione sulle leggi dentistiche nell'editto del 1699. 
Fauchard raccomandava l'uso dell'urina umana nel trattamento degli stadi iniziali della carie. Un composto chimico che all'epoca non era in grado di identificare nelle urine era l'ammoniaca, responsabile del "risultato benefico" dell'urina. Anche se l'urina veniva utilizzata per questo scopo fin dall'antichità fino al Medioevo, il trattamento incontrò resistenza da parte di molti medici e pazienti.

## I nuovi progressi odontoiatrici
Fauchard ha descritto i sintomi di 103 malattie della bocca, insieme a come trattarle. 
- Ha suggerito che la teoria tedesca dei vermi dei denti fosse sbagliata nella sua spiegazione della carie. Le sue osservazioni al microscopio hanno mostrato che non c'erano tracce di vermi.
- Ha anche detto che la causa della carie dentale è lo zucchero e che le persone dovrebbero limitarlo dalla loro dieta.
- Ha smentito le teorie sulla generazione spontanea dei denti, sostenendo che i primi denti, chiamati denti da latte, si separano dalle loro radici.
- Ha introdotto le otturazioni dentali come trattamento per le carie dentali e ha suggerito amalgame come piombo, stagno e talvolta oro. Ha anche affermato che i denti dovrebbero essere puliti periodicamente da un dentista.
- Ha detto che gli apparecchi ortodontici dovrebbero essere utilizzati per correggere la posizione dei denti e che i denti dei bambini potrebbero essere spostati più facilmente e rapidamente rispetto a quelli degli adulti, a causa delle dimensioni delle radici dei denti.
- descrisse il modo in cui il paziente avrebbe dovuto essere accolto dal medico e la posizione in cui il paziente avrebbe dovuto sedersi.
- Raccomandò al dentista di stare dietro al paziente per aiutarlo a rilassarsi e introdusse il concetto di luce per la poltrona del dentista.

## Fortuna dell'opera
L'opera costituisce una importante innovazione nel campo odontoiatrico e Fauchard stesso viene considerato padre dell'odontoiatria moderna